# 웨트 윙
웨트 윙(wet wing, '젖은 날개')은 항공기 날개 구조를 밀봉하여 연료 탱크로 사용하는 항공우주공학 기술이다.
웨트 윙의 사용은 여객기와 같은 대형 수송 항공기부터 소형 범용 항공기에 이르기까지 민간 설계에서 일반화되었다. 수송기, 공중급유기 등 여러 군용 항공기에도 이 기술이 통합되었다. 그러먼 A-6 인트루더와 같은 다수의 공격기에도 웨트 윙이 장착되어 있다. 기술적으로는 가능하지만, 연구에 따르면 항공기를 웨트 윙과 논웨트 윙(non-wet wing) 연료 저장 장치로 전환하는 것은 일반적으로 비현실적이다.